# Dân số Paris

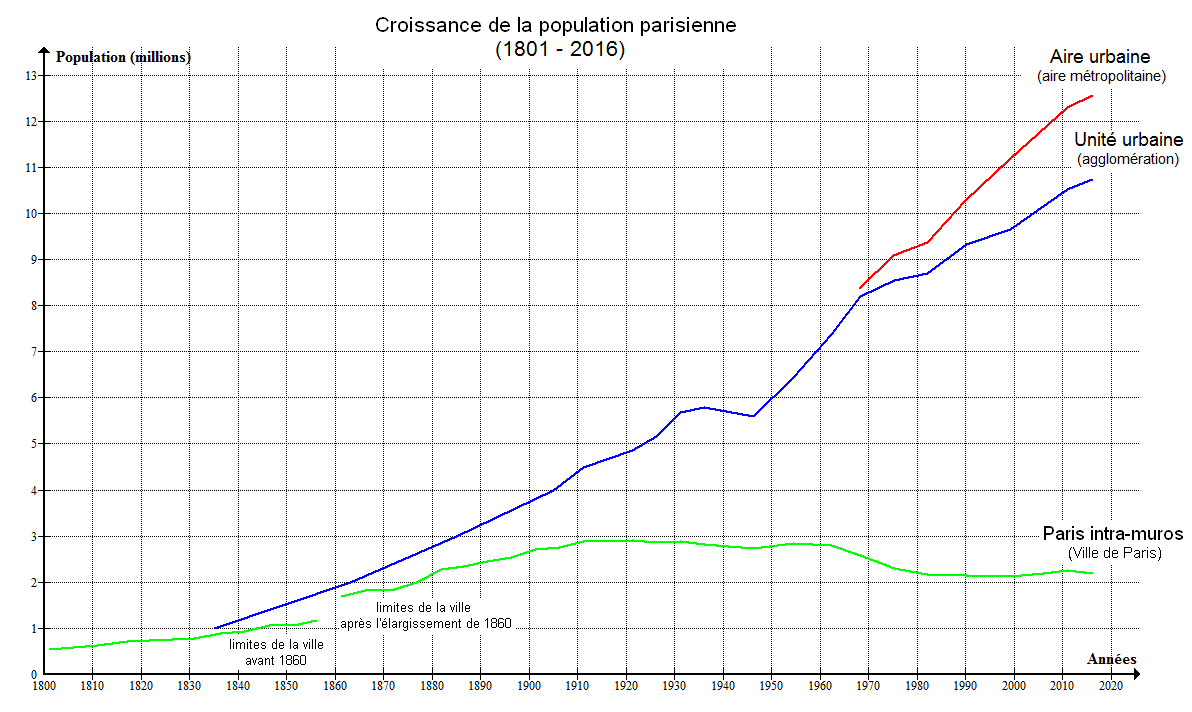
Gia tăng dân số khu vực Paris từ năm 1801 tới 2010
Nội ô Paris
Khu vực đô thị Paris
Vùng đô thị Paris

Theo ước tính của Viện Thống kê và Nghiên cứu kinh tế quốc gia Pháp, dân số thành phố Paris vào 1 tháng 1 năm 2004 là 2.142.800 người, đứng thứ năm trong Liên minh châu Âu. Số dân sư này sống trên một diện tích 10.540 hecta, tức mật độ dân số Paris là 20.408 người trên một km², thuộc hàng cao nhất châu Âu. Vào năm 1999, khu vực đô thị Paris với 396 xã có dân số là 9.644.507. Cũng năm 1999, toàn bộ vùng đô thị Paris có 11.174.743 dân, đứng thứ 23 thế giới.

## Lịch sử
Vào năm 1800, Paris có khoảng 500.000 dân. Trong thế kỷ 19, dân số thành phố tăng bởi cuộc di cư nông nghiệp, những người dân từ khắp các vùng nước Pháp đổ về thủ đô. Nó vượt qua con số một triệu từ những năm 1840. Sự sáp nhập với ngoại ô khiến Paris thêm 500.000 dân nữa. Sự tăng trường tiếp tục không ngừng cho tới đầu thế kỷ 20. Vào cuối thế kỷ 19, ở các quận trung tâm, mật độ lên đến 80.000 người trên một km². Cuộc điều tra năm 1891 cho thấy: dân số giảm trong bốn quận trung tâm, từ 1 tới 4, và các quận 10 và 11, còn các quận 5 và 6 gần như giữ nguyên. Sự tăng dân số chỉ ở những quận 7, 8 và các quận vành đai. Trước Thế chiến thứ nhất, dân số Paris đạt tới gần 2.900.000 người. Trong những thập niên tiếp theo, bởi lý do chiến tranh và tỷ lệ sinh giảm, dân số thành phố giảm nhẹ. Ngoài ra, dân số nội ô đã quá đông, không thể tiếp nhận thêm những dân cư mới. Những người dân từ các quận trung tâm chuyển sang các quận vành đai. Và cùng thời gian đó, tốc độ đô thị hóa ở ngoại ô Paris tăng, giúp Paris giảm bớt gánh nặng dân số.
Sau Thế chiến thứ hai, theo cuộc điều tra vào năm 1946, dân số nội ô Paris giảm xuống còn 2.725.374 người. Tới năm 1954, nhờ sự những tăng trưởng kinh tế và dân số của toàn nước Pháp, con số lại lên tới 2.850.189. Cuối thập kỷ 1950, dân số Paris quá đông và được chuyển dần ra ngoại ô. Nhiều tòa nhà của thành phố được chuyển từ căn hộ thành văn phòng. Điều này khiến trong những năm 1960, 1970 dân số Paris giảm: 2.790.091 năm 1962 còn 2.299.830 năm 1975. Nhưng trong những năm 1980, sự giảm sút này không còn mạnh mẽ và con số dự đoán dưới 2 triệu đã không xảy ra. Theo ước đoán của Viện Thống kê và Nghiên cứu kinh tế quốc gia Pháp, ngày 1 tháng 7 năm 2004, lần đầu tiên trong nửa thế kỷ, dân số nội thành Paris tăng trở lại.

## Dân số Paris

### Nội ô Paris
Thành phố Paris vừa là một xã, cũng là một tỉnh và chỉ bao gồm 20 quận. Diện tích của Paris là 105 km², với dân số 2.125.246 người theo thống kê năm 1999, tức mật độ dân số là 20.137 trên một km². Dân số của nội ô Paris chiếm khoảng 20 % tổng dân số của Île-de-France. Nếu không tính hai khu rừng Boulogne và Vincennes vốn rất ít dân cư thì mật độ dân số của nội ô Paris là 24.448 người/km².

### Khu vực đô thị Paris
Theo thống kê của Viện Thống kê và Nghiên cứu kinh tế quốc gia - INSEE, khu vực đô thị Paris bao gồm 396 xã với 9.644.507 dân vào năm 1999. Dân số của nội ô Paris đặt đỉnh vào thập niên 1920, sau đó bắt đầu giảm sút nhẹ và ôn đỉnh khoảng thời gian gần đây. Còn dân số của khu vực đô thị Paris hầu như liên tục tăng. Lý do bởi địa giới thành phố vẫn chỉ gồm 20 quận, nhiều khu vực dân cư đã phải nhường chỗ cho văn các văn phòng, trong khi đó ngoại ô vẫn tiếp tục được đô thị hóa.

### Vùng đô thị Paris
Khái niệm vùng đô thị Paris được viện INSEE đưa ra có 1155 xã vào năm 1990 và 1584 xã vào năm 1999. Năm 1990, vùng đô thị Paris có dân số 10.561.573 người và tới năm 1999 tăng lên tới 11.174.743. Vùng đô thị Paris có dân số đứng thứ 22 trong các vùng đô thị lớn trên thế giới.

## Thống kê lịch sử dân số nội ô
| Lịch sử dân số nội ô Paris              | Lịch sử dân số nội ô Paris | Lịch sử dân số nội ô Paris | Lịch sử dân số nội ô Paris | Lịch sử dân số nội ô Paris | Lịch sử dân số nội ô Paris | Lịch sử dân số nội ô Paris | Lịch sử dân số nội ô Paris | Lịch sử dân số nội ô Paris | Lịch sử dân số nội ô Paris | Lịch sử dân số nội ô Paris |
| 250                                     | 1328                       | 1422                       | 1500                       | 1565                       | 1590                       | 1600                       | 1637                       | 1680                       | 1766                       | 1789                       |
| --------------------------------------- | -------------------------- | -------------------------- | -------------------------- | -------------------------- | -------------------------- | -------------------------- | -------------------------- | -------------------------- | -------------------------- | -------------------------- |
| 6.000                                   | 200.000                    | 100.000                    | 150.000                    | 294.000                    | 200.000                    | 300.000                    | 415.000                    | 500.000                    | 576.639                    | 650.000                    |
| 1801                                    | 1811                       | 1817                       | 1831                       | 1836                       | 1841                       | 1846                       | 1851                       | 1856                       | 1861                       | 1866                       |
| 546.000                                 | 622.636                    | 713.966                    | 785.862                    | 899.313                    | 936.261                    | 1.053.897                  | 1.053.262                  | 1.174.346                  | 1.696.141                  | 1.825.274                  |
| 1872                                    | 1876                       | 1881                       | 1886                       | 1891                       | 1896                       | 1901                       | 1906                       | 1911                       | 1921                       | 1926                       |
| 1.851.792                               | 1.988.806                  | 2.269.023                  | 2.344.550                  | 2.447.957                  | 2.536.834                  | 2.714.068                  | 2.763.393                  | 2.888.110                  | 2.906.472                  | 2.871.429                  |
| 1931                                    | 1936                       | 1946                       | 1954                       | 1962                       | 1968                       | 1975                       | 1982                       | 1990                       | 1999                       | 2004                       |
| 2.891.020                               | 2.829.753                  | 2.725.374                  | 2.850.189                  | 2.790.091                  | 2.590.771                  | 2.299.830                  | 2.176.243                  | 2.152.423                  | 2.125.246                  | 2.142.800                  |
| Trước 1801 ước đoán; điều tra từ 1801 · |                            |                            |                            |                            |                            |                            |                            |                            |                            |                            |